# Copa de la AFC 2013
La Copa de la AFC 2013 es la décima edición del segundo torneo de fútbol a nivel de clubes más importante de Asia, el cual es organizado por la AFC.
El Al Kuwait Kaifan venció al Qadsia SC, ambos de Kuwait, en la final para ser el primer equipo en ganar el torneo en 3 ocasiones, y ambos clubes clasificaron para la Liga de Campeones de la AFC 2014.

## Distribución de Participantes por País
La AFC decidió cuales países iban a participar en el torneo, lo cual decidieron en noviembre del 2012.
| Zona Oeste Asiático | Zona Oeste Asiático    | Zona Oeste Asiático | Zona Oeste Asiático  | Zona Oeste Asiático  | Zona Oeste Asiático | Zona Oeste Asiático | Zona Oeste Asiático | Zona Oeste Asiático |
| Asociación          | Asociación             | Puntos              | AFC Champions League | AFC Champions League | AFC Cup             | AFC Cup             | AFC Cup             | AFC President's Cup |
| Asociación          | Asociación             | Puntos              | Fase de Grupos       | Ronda de Play-Off    | Fase de Grupos      | Ronda de Play-Off   | Ronda Previa        | Fase de Grupos      |
| ------------------- | ---------------------- | ------------------- | -------------------- | -------------------- | ------------------- | ------------------- | ------------------- | ------------------- |
| 1                   | Arabia Saudíta         | 860.5               | 4                    |                      |                     |                     |                     |                     |
| 2                   | Catar                  | 838.2               | 4                    |                      |                     |                     |                     |                     |
| 3                   | Irán                   | 813.5               | 3                    | 1                    |                     |                     |                     |                     |
| 4                   | Emiratos Árabes Unidos | 750.2               | 2                    | 2                    |                     |                     |                     |                     |
| 5                   | Uzbekistán             | 680.8               | 2                    | 1                    |                     |                     |                     |                     |
| 6                   | Jordania               | −128.7              |                      |                      | 2                   |                     |                     |                     |
| 7                   | Baréin                 | -                   |                      |                      | 2                   |                     |                     |                     |
| 8                   | Irak                   | -                   |                      |                      | 2                   |                     |                     |                     |
| 9                   | Kuwait                 | -                   |                      |                      | 2                   |                     |                     |                     |
| 10                  | Líbano                 | -                   |                      |                      | 2                   |                     |                     |                     |
| 11                  | Omán                   | -                   |                      |                      | 2                   |                     |                     |                     |
| 12                  | Tayikistán             | -                   |                      |                      | 1                   | 1                   |                     |                     |
| 13                  | Siria                  | -                   |                      |                      | 1                   |                     | 1                   |                     |
| 14                  | Yemen                  | -                   |                      |                      | 1                   |                     | 1                   |                     |
| 15                  | Bangladés              |                     |                      |                      |                     |                     |                     | 1                   |
| 16                  | Bután                  | -                   |                      |                      |                     |                     |                     | 1                   |
| 17                  | Kirguistán             | -                   |                      |                      |                     |                     |                     | 1                   |
| 18                  | Nepal                  | -                   |                      |                      |                     |                     |                     | 1                   |
| 19                  | Pakistán               | -                   |                      |                      |                     |                     |                     | 1                   |
| 20                  | Palestina              | -                   |                      |                      |                     |                     |                     | 1                   |
| 21                  | Sri Lanka              | -                   |                      |                      |                     |                     |                     | 1                   |
| 22                  | Turkmenistán           | -                   |                      |                      |                     |                     |                     | 1                   |
| 23                  | Afganistán             | -                   |                      |                      |                     |                     |                     | 0                   |
| Total Participantes | Total Participantes    | Total Participantes | 15                   | 4                    | 15                  | 1                   | 2                   | 8                   |
| Total Participantes | Total Participantes    | Total Participantes | 18                   | 18                   | 18                  | 18                  | 18                  | 8                   |

- Jordania era elegible para la Liga de Campeones de la AFC pero no tenía las licencias requeridas
- Un cupo de fase de grupos de Uzbekistán fue movido a la Zona Este
- Un club de Baréin se retiró por lo que Tayikistán, Siria y Yemen subieron una ronda en la Copa AFC
- Tayikistán fue promovido de la Copa Presidente de la AFC a la Copa AFC para esta temporada
- Afganistán era elegible para la Copa Presidente de la AFC pero desistió su participación
- Bangladés y Bután geográficamente pertenecen a la Zona Este

| Zona Este Asiático  | Zona Este Asiático  | Zona Este Asiático  | Zona Este Asiático   | Zona Este Asiático   | Zona Este Asiático | Zona Este Asiático | Zona Este Asiático | Zona Este Asiático  |
| Asociación          | Asociación          | Puntos              | AFC Champions League | AFC Champions League | AFC Cup            | AFC Cup            | AFC Cup            | AFC President's Cup |
| Asociación          | Asociación          | Puntos              | Fase de Grupos       | Ronda de Play-Off    | Fase de Grupos     | Ronda de Play-Off  | Ronda Previa       | Fase de Grupos      |
| ------------------- | ------------------- | ------------------- | -------------------- | -------------------- | ------------------ | ------------------ | ------------------ | ------------------- |
| 1                   | Japón               | 946.8               | 4                    |                      |                    |                    |                    |                     |
| 2                   | República de Corea  | 886.6               | 4                    |                      |                    |                    |                    |                     |
| 3                   | China               | 796.7               | 4                    |                      |                    |                    |                    |                     |
| 4                   | Australia           | 567.0               | 1                    | 1                    |                    |                    |                    |                     |
| 5                   | Tailandia           | 177.2               | 1                    | 1                    |                    |                    |                    |                     |
| 6                   | India               | −106.4              |                      |                      | 2                  |                    |                    |                     |
| 7                   | Singapur            | −135.1              |                      |                      | 2                  |                    |                    |                     |
| 8                   | Vietnam             | −815.7              |                      |                      | 2                  |                    |                    |                     |
| 9                   | Birmania            | -                   |                      |                      | 2                  |                    |                    |                     |
| 10                  | Hong Kong           | -                   |                      |                      | 2                  |                    |                    |                     |
| 11                  | Indonesia           | -                   |                      |                      | 2                  |                    |                    |                     |
| 12                  | Malasia             | -                   |                      |                      | 2                  |                    |                    |                     |
| 13                  | Maldivas            | -                   |                      |                      | 2                  |                    |                    |                     |
| 14                  | Camboya             | -                   |                      |                      |                    |                    |                    | 1                   |
| 15                  | Filipinas           | -                   |                      |                      |                    |                    |                    | 1                   |
| 16                  | Mongolia            | -                   |                      |                      |                    |                    |                    | 1                   |
| 17                  | Taiwán              | -                   |                      |                      |                    |                    |                    | 1                   |
| 18                  | Brunéi Darussalam   | -                   |                      |                      |                    |                    |                    | 0                   |
| 19                  | Guam                | -                   |                      |                      |                    |                    |                    | 0                   |
| 20                  | Laos                | -                   |                      |                      |                    |                    |                    | 0                   |
| 21                  | Macao               | -                   |                      |                      |                    |                    |                    | 0                   |
| 22                  | RPD Corea           | -                   |                      |                      |                    |                    |                    | 0                   |
| 23                  | Timor Oriental      | -                   |                      |                      |                    |                    |                    | 0                   |
| Total Participantes | Total Participantes | Total Participantes | 14                   | 2                    | 16                 | 0                  | 0                  | 4                   |
| Total Participantes | Total Participantes | Total Participantes | 16                   | 16                   | 16                 | 16                 | 16                 | 4                   |

- India, Singapur y Vietnam eran elegibles para la Liga de Campeones de la AFC pero no tenían las licencias requeridas
- Guam y Laos, Macao, RPD Corea y Timor Oriental eran elegibles para la Copa Presidente de la AFC pero desistieron su participación
- India y Maldivas geográficamente pertenecen a la Zona Oeste

## Participantes
| Entran directamente a la fase de grupos: Zona Medio Oriente (Grupos A–D) | Entran directamente a la fase de grupos: Zona Medio Oriente (Grupos A–D)         | Entran directamente a la fase de grupos: Zona Medio Oriente (Grupos A–D) | Entran directamente a la fase de grupos: Zona Medio Oriente (Grupos A–D) |
| Club                                                                     | Forma de Clasificación                                                           | Apariciones                                                              | Última                                                                   |
| ------------------------------------------------------------------------ | -------------------------------------------------------------------------------- | ------------------------------------------------------------------------ | ------------------------------------------------------------------------ |
| Al-Riffa                                                                 | Campeón de la Liga Premier de Baréin 2011–12                                     | 2                                                                        | 2010                                                                     |
| Al-Muharraq†                                                             | Campeón de la Copa del Rey de Bahréin 2012                                       | 5                                                                        | 2009                                                                     |
| Arbil                                                                    | Campeón de la Liga Premier de Irak 2011–12                                       | 4                                                                        | 2012                                                                     |
| Duhok                                                                    | Subcampeón de la Liga Premier de Irak 2011–12                                    | 2                                                                        | 2011                                                                     |
| Al-Faisaly                                                               | Campeón de la Primera División de Jordania 2011-12 y la Copa de Jordania 2011-12 | 7                                                                        | 2012                                                                     |
| Al Ramtha                                                                | Subcampeón de la Primera División de Jordania 2011-12                            | 1                                                                        |                                                                          |
| Al-Qadsia                                                                | Campeón de la Liga Premier de Kuwait 2011-12 y la Emir Cup 2011-12               | 4                                                                        | 2012                                                                     |
| Al-KuwaitCD                                                              | Subcampeón de la Liga Premier de Kuwait 2011-12                                  | 5                                                                        | 2012                                                                     |
| Safa                                                                     | Campeón de la Lebanese Premier League 2011-12                                    | 4                                                                        | 2012                                                                     |
| Al-Ansar                                                                 | Campeón de la Copa de Líbano 2011-12                                             | 4                                                                        | 2011                                                                     |
| Fanja                                                                    | Campeón de la Liga Profesional de Omán 2011-12                                   | 1                                                                        |                                                                          |
| Dhofar                                                                   | Campeón de la Copa del Sultán Qabus 2011                                         | 3                                                                        | 2007                                                                     |
| Al-Shorta                                                                | Campeón de la Liga Premier de Siria 2011-12                                      | 2                                                                        | 2012                                                                     |
| Ravshan Kulob                                                            | Campeón de la Tajik League 2012                                                  | 1                                                                        |                                                                          |
| Al-Sha'ab Ibb                                                            | Campeón de la Liga Yemení 2011-12                                                | 2                                                                        | 2004                                                                     |
| Participantes en la Fase de Play-off: Zona de Asia Oriental              |                                                                                  |                                                                          |                                                                          |
| Al-Wahda                                                                 | Campeón de la Copa de Siria 2012                                                 | 2                                                                        | 2004                                                                     |
| Regar-TadAZ†                                                             | Campeón de la Copa de Tayikistán 2012                                            | 1                                                                        |                                                                          |
| Al-Ahli Taizz                                                            | Campeón de la Copa Presidente de Yemen 2012                                      | 1                                                                        |                                                                          |

| Participantes en la fase de grupos: Zona de Asia Oriental (Grupos E–H) | Participantes en la fase de grupos: Zona de Asia Oriental (Grupos E–H)             | Participantes en la fase de grupos: Zona de Asia Oriental (Grupos E–H) | Participantes en la fase de grupos: Zona de Asia Oriental (Grupos E–H) |
| Club                                                                   | Forma de clasificación                                                             | Apariciones                                                            | Última                                                                 |
| ---------------------------------------------------------------------- | ---------------------------------------------------------------------------------- | ---------------------------------------------------------------------- | ---------------------------------------------------------------------- |
| Kitchee                                                                | Campeón de la First Division League 2011-12                                        | 3                                                                      | 2012                                                                   |
| Sunray Cave JC Sun Hei                                                 | Campeón de la Hong Kong Senior Challenge Shield 2011-12                            | 4                                                                      | 2007                                                                   |
| East Bengal                                                            | Subcampeón de la I-League 2011-12 y campeón de la Copa de la Federación India 2012 | 7                                                                      | 2012                                                                   |
| Churchill Brothers                                                     | 3º lugar de la I-League 2011-121                                                   | 2                                                                      | 2010                                                                   |
| Semen Padang                                                           | Campeón de la Liga Indonesia 2011-12                                               | 1                                                                      |                                                                        |
| Persibo Bojonegoro                                                     | Campeón de la Piala Indonesia 2012                                                 | 1                                                                      |                                                                        |
| Kelantan                                                               | Campeón de la Super Liga de Malasia 2012 y la Copa FA de Malasia 2012              | 2                                                                      | 2012                                                                   |
| Selangor                                                               | 3º lugar de la Super Liga de Malasia 20122                                         | 3                                                                      | 2010                                                                   |
| New Radiant                                                            | Campeón de la Dhivehi League 2012                                                  | 5                                                                      | 2008                                                                   |
| Maziya                                                                 | Campeón de la FA Cup 2012                                                          | 1                                                                      |                                                                        |
| Yangon United                                                          | Campeón de la Liga Nacional de Birmania 2012                                       | 2                                                                      | 2012                                                                   |
| Ayeyawady United                                                       | Campeón de la Copa MFF 2012                                                        | 2                                                                      | 2012                                                                   |
| Tampines Rovers                                                        | Campeón de la S.League 2012                                                        | 6                                                                      | 2012                                                                   |
| Warriors (anteriormente Singapore Armed Forces FC)                     | Campeón de la Copa de Singapur 2012                                                | 3                                                                      | 2008                                                                   |
| SHB Ðà Nẵng                                                            | Campeón de la V-League 2012                                                        | 2                                                                      | 2010                                                                   |
| Sài Gòn Xuân Thành                                                     | Campeón de la VFF Bred Cup 2012                                                    | 1                                                                      |                                                                        |

Notas
- CD – Campeón Defensor
- † Al-Muharraq abandonó el torneo después del sorteo. Como resultado, el Regar-TadAZ de Tayikistán, quien originalmente iba a estar en la ronda de play-off, clasificó directamente a la fase de grupos.
- 1: El Dempo, campeón de la I-League 2011-12, se negó a participar en la Copa AFC 2013, y fue reemplazado por el Churchill Brothers, tercer lugar de la I-League 2011-12.[4]
- 2: A pesar de que el Selangor solo quedara de tercero en la Super Liga de Malasia 2012, obtuvo una plaza para jugar en la Copa AFC en virtud de que el Singapore LIONSXII, representado por la Football Association of Singapore, era inelegible para representar a Malasia en los torneos continentales.

## Repechaje
En vista del abandono del Al-Muharraq luego del sorteo, el Regar-TadAZ ingresó directamente al Grupo A, mientras que el vencedor en el repechaje jugará en el Grupo B en lugar del Al-Muharraq.
| Equipo 1 | Resultado | Equipo 2      |
| -------- | --------- | ------------- |
| Al-Wahda | 3–5       | Al-Ahli Taizz |

## Fase de grupos
Los 32 equipos de esta fase serán ordenados en 8 grupos de 4 equipos, donde no se podrán enfrentar equipos del mismo país en el mismo grupo. Se jugará a partidos de ida y vuelta, donde en caso de empatar en puntos se utilizará el siguiente criterio de desempate:
- Puntos obtenidos entre los equipos involucrados.
- Diferencia de goles entre los equipos involucrados en los emfrentamientos entre sí.
- Goles anotados entre sí con los equipos involucrados (no aplica la regla del gol de visitante).
- Diferencia de goles en la fase de grupos.
- Goles anotados en la fase de grupos.
- tiros desde el punto penal si solo 2 equipos están involucrados.
- Menor cantidad de puntos obtenida por las tarjetas recibidas durante la fase de grupos (1 punto por cada tarjeta amarilla, 3 puntos por cada tarjeta roja como consecuencia de 2 tarjetas amarillas, 3 puntos en caso de 1 tarjeta roja directa, 4 puntos por cada tarjeta amarilla que genere una tarjeta roja directa).
- Moneda al aire.

Los 2 mejores equipos de cada grupo avanzan a la siguiente ronda.

### Grupo A
| Pos. | Equipo      | Pts. | PJ | G | E | P | GF | GC | Dif. | Clasificación |     | KUW | RIF | SFA | REG |
| ---- | ----------- | ---- | -- | - | - | - | -- | -- | ---- | ------------- | --- | --- | --- | --- | --- |
| 1    | Al-Kuwait   | 12   | 6  | 4 | 0 | 2 | 15 | 6  | +9   | Segunda ronda |     |     | 2–3 | 3–1 | 5–0 |
| 2    | Al-Riffa    | 10   | 6  | 3 | 1 | 2 | 9  | 6  | +3   | Segunda ronda |     | 0–2 |     | 2–0 | 1–1 |
| 3    | Safa        | 10   | 6  | 3 | 1 | 2 | 7  | 8  | −1   |               |     | 1–0 | 1–0 |     | 1–1 |
| 4    | Regar-TadAZ | 2    | 6  | 0 | 2 | 4 | 5  | 16 | −11  |               | 1–3 | 0–3 | 2–3 |     |     |

 Fuente: 
Notas:
1. 1 2  Desempate: Enfrentamiento directo: (Al-Riffa: 3 pts (+1); Safa: 3 pts (-1)).

### Grupo B
| Pos. | Equipo        | Pts. | PJ | G | E | P | GF | GC | Dif. | Clasificación |     | ERB | FAN | ANS | ATA |
| ---- | ------------- | ---- | -- | - | - | - | -- | -- | ---- | ------------- | --- | --- | --- | --- | --- |
| 1    | Erbil         | 18   | 6  | 6 | 0 | 0 | 17 | 0  | +17  | Segunda ronda |     |     | 1–0 | 2–0 | 4–0 |
| 2    | Fanja         | 10   | 6  | 3 | 1 | 2 | 9  | 6  | +3   | Segunda ronda |     | 0–4 |     | 4–0 | 3–1 |
| 3    | Al-Ansar      | 7    | 6  | 2 | 1 | 3 | 7  | 9  | −2   |               |     | 0–2 | 0–0 |     | 5–1 |
| 4    | Al-Ahli Taizz | 0    | 6  | 0 | 0 | 6 | 2  | 20 | −18  |               | 0–4 | 0–2 | 0–2 |     |     |

 Fuente: 

### Grupo C
| Pos. | Equipo        | Pts. | PJ | G | E | P | GF | GC | Dif. | Clasificación |     | FAI | DUH | DHO | SIB |
| ---- | ------------- | ---- | -- | - | - | - | -- | -- | ---- | ------------- | --- | --- | --- | --- | --- |
| 1    | Al-Faisaly    | 13   | 6  | 4 | 1 | 1 | 9  | 5  | +4   | Segunda ronda |     |     | 1–0 | 2–3 | 2–1 |
| 2    | Dohuk         | 12   | 6  | 4 | 0 | 2 | 14 | 6  | +8   | Segunda ronda |     | 0–1 |     | 6–1 | 2–1 |
| 3    | Dhofar        | 10   | 6  | 3 | 1 | 2 | 8  | 12 | −4   |               |     | 1–1 | 1–3 |     | 1–0 |
| 4    | Al-Sha'ab Ibb | 0    | 6  | 0 | 0 | 6 | 3  | 11 | −8   |               | 0–2 | 1–3 | 0–1 |     |     |

 Fuente: 

### Grupo D
| Pos. | Equipo        | Pts. | PJ | G | E | P | GF | GC | Dif. | Clasificación |     | QAD | SHO | RAM | RAV |
| ---- | ------------- | ---- | -- | - | - | - | -- | -- | ---- | ------------- | --- | --- | --- | --- | --- |
| 1    | Al-Qadsia     | 13   | 6  | 4 | 1 | 1 | 13 | 4  | +9   | Segunda ronda |     |     | 0–1 | 2–2 | 3–0 |
| 2    | Al-Shorta     | 12   | 6  | 4 | 0 | 2 | 8  | 5  | +3   | Segunda ronda |     | 0–2 |     | 0–1 | 2–0 |
| 3    | Al-Ramtha     | 10   | 6  | 3 | 1 | 2 | 10 | 7  | +3   |               |     | 0–3 | 1–2 |     | 5–0 |
| 4    | Ravshan Kulob | 0    | 6  | 0 | 0 | 6 | 2  | 17 | −15  |               | 1–3 | 1–3 | 0–1 |     |     |

 Fuente: 

### Grupo E
| Pos. | Equipo             | Pts. | PJ | G | E | P | GF | GC | Dif. | Clasificación |     | SP  | KIT | CHB | WAR |
| ---- | ------------------ | ---- | -- | - | - | - | -- | -- | ---- | ------------- | --- | --- | --- | --- | --- |
| 1    | Semen Padang       | 16   | 6  | 5 | 1 | 0 | 15 | 6  | +9   | Segunda ronda |     |     | 3–1 | 3–1 | 3–1 |
| 2    | Kitchee            | 12   | 6  | 4 | 0 | 2 | 18 | 7  | +11  | Segunda ronda |     | 1–2 |     | 3–0 | 5–0 |
| 3    | Churchill Brothers | 4    | 6  | 1 | 1 | 4 | 6  | 13 | −7   |               |     | 2–2 | 0–4 |     | 3–0 |
| 4    | Warriors           | 3    | 6  | 1 | 0 | 5 | 4  | 17 | −13  |               | 0–2 | 2–4 | 1–0 |     |     |

 Fuente: 

### Grupo F
| Pos. | Equipo                 | Pts. | PJ | G | E | P | GF | GC | Dif. |               |     | NRA | YAN | SH  | PSB |
| ---- | ---------------------- | ---- | -- | - | - | - | -- | -- | ---- | ------------- | --- | --- | --- | --- | --- |
| 1    | New Radiant            | 15   | 6  | 5 | 0 | 1 | 20 | 4  | +16  | Segunda ronda |     |     | 3–1 | 1–0 | 6–1 |
| 2    | Yangon United          | 15   | 6  | 5 | 0 | 1 | 18 | 5  | +13  | Segunda ronda |     | 2–0 |     | 2–0 | 3–0 |
| 3    | Sunray Cave JC Sun Hei | 4    | 6  | 1 | 1 | 4 | 12 | 12 | 0    |               |     | 0–3 | 1–3 |     | 8–0 |
| 4    | Persibo Bojonegoro     | 1    | 6  | 0 | 1 | 5 | 5  | 34 | −29  |               | 0–7 | 1–7 | 3–3 |     |     |

 Fuente: 

### Grupo G
| Pos. | Equipo           | Pts. | PJ | G | E | P | GF | GC | Dif. | Clasificación |     | KEL | DN  | MAZ | AYE |
| ---- | ---------------- | ---- | -- | - | - | - | -- | -- | ---- | ------------- | --- | --- | --- | --- | --- |
| 1    | Kelantan         | 13   | 6  | 4 | 1 | 1 | 14 | 9  | +5   | Segunda ronda |     |     | 5–0 | 1–1 | 3–1 |
| 2    | SHB Đà Nẵng      | 12   | 6  | 4 | 0 | 2 | 11 | 12 | −1   | Segunda ronda |     | 0–1 |     | 3–1 | 2–1 |
| 3    | Maziya           | 7    | 6  | 2 | 1 | 3 | 13 | 12 | +1   |               |     | 6–1 | 2–3 |     | 3–1 |
| 4    | Ayeyawady United | 3    | 6  | 1 | 0 | 5 | 9  | 14 | −5   |               | 1–3 | 2–3 | 3–0 |     |     |

 Fuente: 

### Grupo H
| Pos. | Equipo             | Pts. | PJ | G | E | P | GF | GC | Dif. | Clasificación |     | KEB | SEL | SG  | TPR |
| ---- | ------------------ | ---- | -- | - | - | - | -- | -- | ---- | ------------- | --- | --- | --- | --- | --- |
| 1    | East Bengal        | 14   | 6  | 4 | 2 | 0 | 13 | 6  | +7   | Segunda ronda |     |     | 1–0 | 4–1 | 2–1 |
| 2    | Selangor           | 8    | 6  | 2 | 2 | 2 | 12 | 11 | +1   | Segunda ronda |     | 2–2 |     | 3–1 | 3–3 |
| 3    | Sài Gòn Xuân Thành | 8    | 6  | 2 | 2 | 2 | 9  | 12 | −3   |               |     | 0–0 | 2–1 |     | 2–2 |
| 4    | Tampines Rovers    | 2    | 6  | 0 | 2 | 4 | 12 | 17 | −5   |               | 2–4 | 2–3 | 2–3 |     |     |

 Fuente: 

## Ronda final
|  |                  |                  |             |           |    |   |       |        |           |   |   |   |  |           |           |           |   |  |  |  |  |  |
|  |                  |                  |             |           |    |   |       |        |           |   |   |   |  |           |           |           |   |  |  |  |  |  |
|  | Qadsia SC        |                  |             | 4         |    |   |       |        |           |   |   |   |  |           |           |           |   |  |  |  |  |  |
|  | Fanja SC         |                  |             | 0         |    |   |       |        |           |   |   |   |  |           |           |           |   |  |  |  |  |  |
|  | Fanja SC         |                  | Qadsia SC   | 0         | 0  | 2 | 2 (a) |        |           |   |   |   |  |           |           |           |   |  |  |  |  |  |
|  |                  |                  |             |           | 0  | 2 | 2 (a) |        |           |   |   |   |  |           |           |           |   |  |  |  |  |  |
|  |                  | Al-Shorta        | 0           | 2         | 2  |   |       |        |           |   |   |   |  |           |           |           |   |  |  |  |  |  |
|  | Erbil SC         | Al-Shorta        | 0           | 2         | 2  |   |       | 3      |           |   |   |   |  |           |           |           |   |  |  |  |  |  |
|  | Erbil SC         |                  |             |           |    |   |       | 3      |           |   |   |   |  |           |           |           |   |  |  |  |  |  |
|  | Al-Shorta        |                  |             | 4 (te)    |    |   |       |        |           |   |   |   |  |           |           |           |   |  |  |  |  |  |
|  | Al-Shorta        |                  |             |           |    |   |       |        | Qadsia SC | 2 | 1 | 3 |  |           |           |           |   |  |  |  |  |  |
|  |                  |                  |             |           |    |   |       |        |           |   | 1 | 3 |  |           |           |           |   |  |  |  |  |  |
|  |                  | Al-Faisaly Amman | 1           | 0         | 1  |   |       |        |           |   |   |   |  |           |           |           |   |  |  |  |  |  |
|  | Kelantan FA      | Al-Faisaly Amman | 1           | 0         | 1  |   |       | 0      |           |   |   |   |  |           |           |           |   |  |  |  |  |  |
|  | Kelantan FA      |                  |             |           |    |   |       | 0      |           |   |   |   |  |           |           |           |   |  |  |  |  |  |
|  | Kitchee SC       |                  |             | 4         |    |   |       |        |           |   |   |   |  |           |           |           |   |  |  |  |  |  |
|  | Kitchee SC       |                  | Kitchee SC  | 4         | 1  | 1 | 2     |        |           |   |   |   |  |           |           |           |   |  |  |  |  |  |
|  |                  |                  |             |           | 1  | 1 | 2     |        |           |   |   |   |  |           |           |           |   |  |  |  |  |  |
|  |                  | Al-Faisaly Amman | 2           | 2         | 4  |   |       |        |           |   |   |   |  |           |           |           |   |  |  |  |  |  |
|  | Al-Faisaly Amman | Al-Faisaly Amman | 2           | 2         | 4  |   |       | 3      |           |   |   |   |  |           |           |           |   |  |  |  |  |  |
|  | Al-Faisaly Amman |                  |             |           |    |   |       | 3      |           |   |   |   |  |           |           |           |   |  |  |  |  |  |
|  | Riffa SC         |                  |             | 1         |    |   |       |        |           |   |   |   |  |           |           |           |   |  |  |  |  |  |
|  | Riffa SC         |                  |             |           |    |   |       |        |           |   |   |   |  | Qadsia SC | Qadsia SC | Qadsia SC | 0 |  |  |  |  |  |
|  |                  |                  |             |           |    |   |       |        |           |   |   |   |  |           |           |           |   |  |  |  |  |  |
|  |                  | Kuwait SC        | Kuwait SC   | Kuwait SC | 2  |   |       |        |           |   |   |   |  |           |           |           |   |  |  |  |  |  |
|  | New Radiant      | Kuwait SC        | Kuwait SC   | Kuwait SC | 2  |   |       | 2 (te) |           |   |   |   |  |           |           |           |   |  |  |  |  |  |
|  | New Radiant      |                  |             |           |    |   |       | 2 (te) |           |   |   |   |  |           |           |           |   |  |  |  |  |  |
|  | Selangor FA      |                  |             | 0         |    |   |       |        |           |   |   |   |  |           |           |           |   |  |  |  |  |  |
|  | Selangor FA      |                  | New Radiant | 0         | 2  | 0 | 2     |        |           |   |   |   |  |           |           |           |   |  |  |  |  |  |
|  |                  |                  |             |           | 2  | 0 | 2     |        |           |   |   |   |  |           |           |           |   |  |  |  |  |  |
|  |                  | Kuwait SC        | 7           | 5         | 12 |   |       |        |           |   |   |   |  |           |           |           |   |  |  |  |  |  |
|  | Kuwait SC        | Kuwait SC        | 7           | 5         | 12 |   |       | 1 (4)  |           |   |   |   |  |           |           |           |   |  |  |  |  |  |
|  | Kuwait SC        |                  |             |           |    |   |       | 1 (4)  |           |   |   |   |  |           |           |           |   |  |  |  |  |  |
|  | Dohuk SC         |                  |             | 1 (1)     |    |   |       |        |           |   |   |   |  |           |           |           |   |  |  |  |  |  |
|  | Dohuk SC         |                  |             |           |    |   |       |        | Kuwait SC | 4 | 3 | 7 |  |           |           |           |   |  |  |  |  |  |
|  |                  |                  |             |           |    |   |       |        |           |   | 3 | 7 |  |           |           |           |   |  |  |  |  |  |
|  |                  | East Bengal      | 2           | 0         | 2  |   |       |        |           |   |   |   |  |           |           |           |   |  |  |  |  |  |
|  | East Bengal      | East Bengal      | 2           | 0         | 2  |   |       | 5      |           |   |   |   |  |           |           |           |   |  |  |  |  |  |
|  | East Bengal      |                  |             |           |    |   |       | 5      |           |   |   |   |  |           |           |           |   |  |  |  |  |  |
|  | Yangon United    |                  |             | 1         |    |   |       |        |           |   |   |   |  |           |           |           |   |  |  |  |  |  |
|  | Yangon United    |                  | East Bengal | 1         | 1  | 1 | 2     |        |           |   |   |   |  |           |           |           |   |  |  |  |  |  |
|  |                  |                  |             |           | 1  | 1 | 2     |        |           |   |   |   |  |           |           |           |   |  |  |  |  |  |
|  |                  | Semen Padang     | 0           | 1         | 1  |   |       |        |           |   |   |   |  |           |           |           |   |  |  |  |  |  |
|  | Semen Padang     | Semen Padang     | 0           | 1         | 1  |   |       | 2      |           |   |   |   |  |           |           |           |   |  |  |  |  |  |
|  | Semen Padang     |                  |             |           |    |   |       | 2      |           |   |   |   |  |           |           |           |   |  |  |  |  |  |
|  | SHB Đà Nẵng      |                  |             | 1         |    |   |       |        |           |   |   |   |  |           |           |           |   |  |  |  |  |  |

### Segunda ronda
Se juega a un sistema de eliminación directa, en donde juegan a un partidobasados en el resultado obtenido por cada equipo en la fase de grupos, donde los ganadores de grupos enfrentan a los que quedaron en segundo lugar de otro grupo. Los ganadores de cada grupo tienen la ventaja de localía.
| Equipo 1     | Resultado            | Equipo 2      |
| ------------ | -------------------- | ------------- |
| Al-Kuwait    | 1-1 (t. s.) (4-1 p.) | Duhok         |
| Al Faisaly   | 3-1                  | Al-Riffa      |
| Arbil        | 3-4 (t. s.)          | Al-Shorta     |
| Al-Qadsia    | 4-0                  | Fanja         |
| Semen Padang | 2-1                  | SHB Ðà Nẵng   |
| Kelantan     | 0-2                  | Kitchee       |
| New Radiant  | 2-0 (t. s.)          | Selangor      |
| East Bengal  | 5-1                  | Yangon United |

### Cuartos de final
Se juega a eliminación directa con partidos de ida y vuelta, en donde en caso de empate se deteminará primero la regla del gol de visitante para desempatar, de continuar el empate se jugarán tiempos extras (la regla del gol de visitante no existe en la prórroga), y de continuar el empate se realizarán tiros desde el punto penal hasta determinar un ganador.
| Equipo 1    | Agr.     | Equipo 2     | Ida | Vuelta |
| ----------- | -------- | ------------ | --- | ------ |
| Al-Qadsia   | 2-2 (v.) | Al-Shorta    | 0-0 | 2-2    |
| Kitchee     | 2-4      | Al Faisaly   | 1-2 | 1-2    |
| New Radiant | 2-12     | Al-Kuwait    | 2-7 | 0-5    |
| East Bengal | 2-1      | Semen Padang | 1-0 | 1-1    |

### Semifinales
| Equipo 1  | Agr. | Equipo 2    | Ida | Vuelta |
| --------- | ---- | ----------- | --- | ------ |
| Al-Kuwait | 7-2  | East Bengal | 4-2 | 3-0    |
| Al-Qadsia | 3-0  | Al Faisaly  | 2-0 | 1-0    |

### Final
| 2 de noviembre de 2013 | Al-Qadsia | 0–2     | Al-Kuwait                 | Al-Sadaqua Walsalam Stadium, Kuwait City, Kuwait                                |                                                                                 |
|                        |           | Reporte | Rogerinho 52' · Jemâa 64' | Asistencia: 10 000 espectadores Árbitro(s): Abdul Malik Abdul Bashir (Singapur) | Asistencia: 10 000 espectadores Árbitro(s): Abdul Malik Abdul Bashir (Singapur) |

#### Detalles
| Al-Qadsia | Al-Kuwait |

| POR              | 22 | Nawaf Al Khaldi      |     |     |
| DEF              | 2  | Khalid El Ebrahim    |     |     |
| DEF              | 13 | Musaed Neda          | 59' | 85' |
| DEF              | 18 | Amer Al Fadhel       |     |     |
| DEF              | 46 | Khaled Al Qahtani    | 86' |     |
| MED              | 5  | Ibrahima Keita       |     |     |
| MED              | 8  | Saleh Al Sheikh      |     |     |
| MED              | 14 | Talal Al Amer        |     | 63' |
| MED              | 19 | Nawaf Al Mutairi     |     | 71' |
| DEL              | 10 | Omar Al Soma         |     |     |
| DEL              | 42 | Saif Al Hashan       |     |     |
| Suplentes        |    |                      |     |     |
| POR              | 23 | Ahmed Al Fahdli      |     |     |
| DEF              | 37 | Abdulrahman Al Enezi |     |     |
| MED              | 11 | Fahad Al Ansari      |     |     |
| DEL              | 7  | Hamad Aman           | 82' | 63' |
| DEL              | 27 | Hamad Al Enezi       |     | 71' |
| DEL              | 34 | Ahmad Al Dhefiri     |     | 85' |
| DEL              | 45 | Michel Simplício     |     |     |
| Entrenador       |    |                      |     |     |
| Mohammed Ibrahem |    |                      |     |     |

| POR        | 1  | Musab Al Kanderi       |     |     |
| DEF        | 2  | Yaqoub Al Taher        | 36' |     |
| DEF        | 3  | Fahad Awadh            | 73' |     |
| DEF        | 18 | Jarah Al Ateeqi        |     |     |
| DEF        | 19 | Hussain Ali Baba       |     | 58' |
| MED        | 20 | Hussain Hakem          |     |     |
| MED        | 33 | Fahad Hamoud           |     |     |
| DEL        | 10 | Rogério                |     |     |
| DEL        | 13 | Chadi Hammami          |     |     |
| DEL        | 15 | Waleed Ali             |     |     |
| DEL        | 17 | Issam Jemâa            |     | 65' |
| Suplentes  |    |                        |     |     |
| POR        | 22 | Bader Al Azmi          |     |     |
| MED        | 8  | Abdullah Al Buraiki    |     | 65' |
| MED        | 14 | Abdullah Al Dhafeeri   |     |     |
| MED        | 31 | Sami Al Sanea          |     | 78' |
| DEL        | 11 | Ali Al Kandari         |     |     |
| DEL        | 16 | Khaled Al Azemi        |     |     |
| MED        | 37 | Shereedah Al Shereedah |     | 58' |
| Entrenador |    |                        |     |     |
| Marin Ion  |    |                        |     |     |

|                                      |
| Bandera de Kuwait                    |
| Campeón Al Kuwait Kaifan 3.er título |

## Premios
| Premio          | Jugador         | Club      |
| --------------- | --------------- | --------- |
| Mejor Jugador   | Bader Al-Mutawa | Al-Qadsia |
| Máximo Goleador | Issam Jemâa     | Al-Kuwait |

## Goleadores
| Pos. | Jugador         | Club                                                                      | Goles |
| ---- | --------------- | ------------------------------------------------------------------------- | ----- |
| 1    | Issam Jemâa     | Al-Kuwait                                                                 | 16    |
| 2    | Jordi Tarrés    | Kitchee                                                                   | 12    |
| 3    | Edward Wilson   | Semen Padang                                                              | 10    |
| 4    | Bader Al-Mutawa | Al-Qadsia                                                                 | 9     |
| 4    | Ali Ashfaq      | New Radiant                                                               | 9     |
| 4    | Adama Koné      | Yangon United                                                             | 9     |
| 7    | Ahmad Al Douni  | Al-Riffa (Fase de grupos + octavos de final) Al-Shorta (Cuartos de final) | 7     |
| 7    | Amjad Radhi     | Erbil                                                                     | 7     |
| 7    | Rogerinho       | Al-Kuwait                                                                 | 7     |
| 10   | Chidi Edeh      | East Bengal                                                               | 6     |
| 10   | Gastón Merlo    | SHB Ðà Nẵng                                                               | 6     |
| 10   | Mohamed Umair   | New Radiant                                                               | 6     |

Fuente: